# Constantino Manuel Torres
Constantino Manuel Torres, más conocido como Manuel Torres, es un arqueólogo y etnobotánico especializado en la etnobotánica precolombina de América del Sur y el Caribe. En particular, ha profundizado las investigaciones sobre el uso inhalatorio de la Anadenanthera peregrina, llamada Cohoba por la cultura Taína, su parafernalia y la arqueología asociada. Es profesor emérito de Historia del arte en la Universidad Internacional de Florida en Miami, Estados Unidos.

### Libros
- Torres, Constantino Manuel; Repke, David B., Anadenanthera: Visionary Plant of Ancient South America [Anadenanthera: Planta Visionaria de América del Sur], Binghamton: The Haworth Herbal Press, ISBN 9780789026422, OCLC 57626358.

### Artículos Académicos
- 2018. «The use of psychoactive plants by ancient indigenous populations of the North Andes». Journal of Psychedelic Studies: 1-14. doi:10.1556/2054.2018.015.
- 2008. Conklin, William J.; Quilter, Jeffrey (eds.). «Chavin's Psychoactive Pharmacopeia: The Iconographic Evidence». Chavin - Art, Architecture and Culture. Monograph 61 (en inglés) (Los Ángeles: Cotsen Institute of Archaeology, Universidad de California, Los Ángeles): 239-259. ISBN 978-1-931745-45-1.
- 2004. «Los colgantes darien: ¿Evidencia para el uso de hongos visionarios en los Andes Septentrionales.». Cultura y Droga (Manizales) 09 (11): 47-62. OCLC 820140539.
- 2001. «Iconografía Tiwanaku en la parafernaliainhalatoria de los Andes centro-sur.». Boletín de Arqueología PUCP (Perú) (05): 427-454. OCLC 820074034.
- 1998. «Psychoactives subtances in the archaeology of northern Chile and NW Argentina: A comparative review of the evidence». Chungará (Arica) (en inglés) 30 (1). ISSN 0717-7356. doi:10.4067/S0717-73561998000100004.
- 1996. «Archaeological evidence for the antiquity of psychoactive plant use in the Central Andes». Ann. Mus. Civ. Rovereto 11: 291-326.

### Artículos Académicos en colaboración
- Torres, Donna; Torres, Constantino Manuel (2014). «Un análisis iconográfico de la Estela Ponce, Tiwanaku, Bolivia.». Revista Interdisciplinar Internacional de Artes Visuais - Art&Sensorium 1 (01): 49-73. ISSN 2358-0437. Consultado el 24 de marzo de 2019.
- Torres, Constantino Manuel; Repke, David B.; Chan, Kelvin; McKenna, Dennis; Llagostera, Agustín; Schultes, Richard Evans (1991). «Snuff Powders from Pre-Hispanic San Pedro de Atacama: Chemical and Contextual Analysis». Current Anthropology (en inglés) 32 (5): 640-649. ISSN 0011-3204. doi:10.1086/204014. Consultado el 24 de marzo de 2019.